# Lithocarpus amoenus
Lithocarpus amoenus är en bokväxtart som beskrevs av W.Y.Chun och Cheng Chiu Huang. Lithocarpus amoenus ingår i släktet Lithocarpus och familjen bokväxter. Inga underarter finns listade.